# Burg Dauchstein
Die Burg Dauchstein bei Binau im Neckar-Odenwald-Kreis in Baden-Württemberg soll um 1030 als Zollburg für die Neckarschifffahrt errichtet worden sein. Nach Überlieferungen soll das Eintreiben des Wegezolls mit Hilfe einer über den Neckar gespannten Kette, die erst gesenkt (gedaucht) wurde, nachdem der geforderte Zoll bezahlt war, erfolgt sein, daher der Name Dauchstein. Ludwig Hildebrandt sieht jedoch die etymologische Herleitung Tahenstein / Tugstein / Duckstein / Dauchstein, was heute als Tuffstein geläufig ist.
Im Januar 2025 wurde die Burg von der Denkmalstiftung Baden-Württemberg zum Denkmal des Monats gekürt.

## Lage
Die Höhenburg liegt im südlichen Odenwald am Neckar oberhalb der B 37 und ist auf einer Felsplatte errichtet. Sie steht auf einem Hügel aus Kalktuff, der sich durch eine stark kalkhaltige Wasserquelle bildete.

## Geschichte

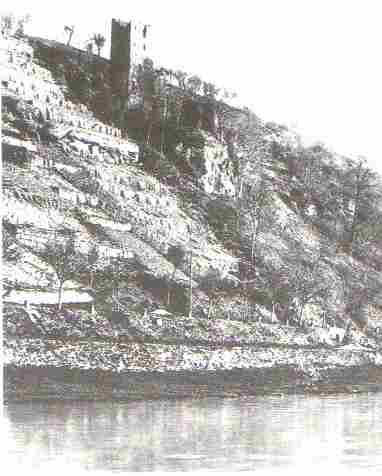
Fotografie der Burg Dauchstein um 1900

Blick vom Berg auf Burgruine und Neckar

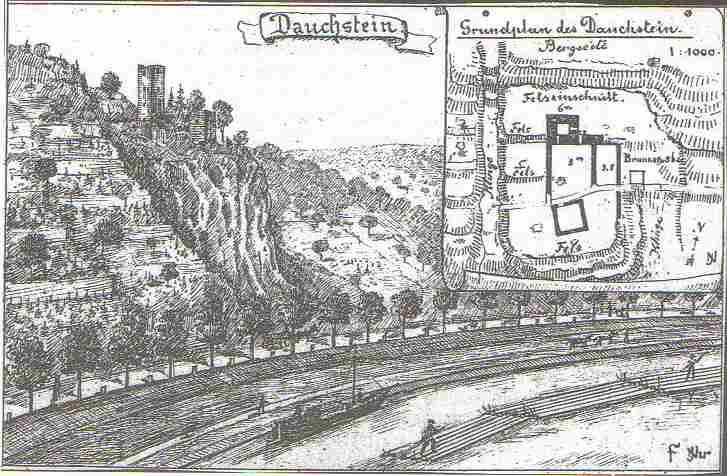
Burg Dauchstein 1893, Naeher

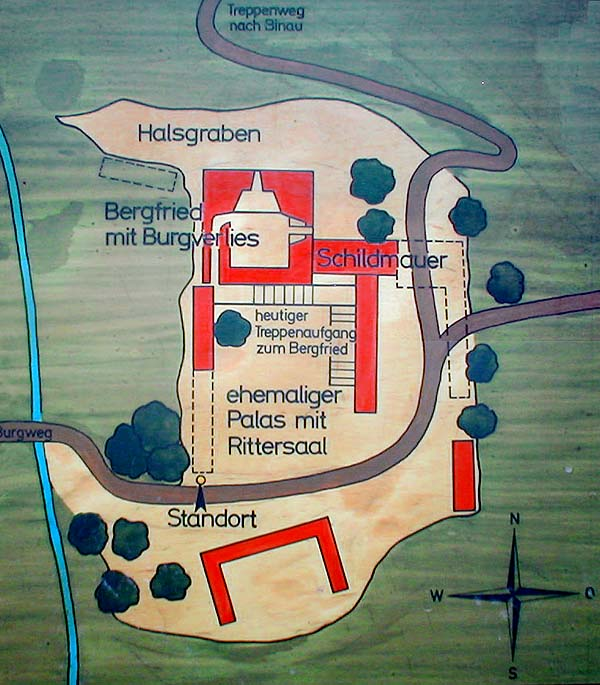
Plan der Burg

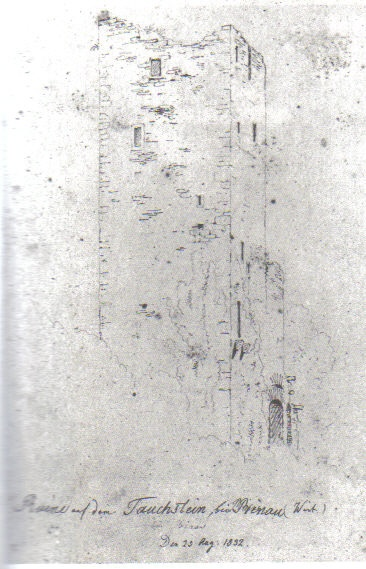
Zeichnung des Wohnturms der Burg Dauchstein 1825

Die Ursprünge der Burg liegen weitgehend im Dunkeln. Um 1080 wird ein Kuno von Tahenstein (einmalig) urkundlich erwähnt, dessen Sitz nicht zwangsläufig Dauchenstein gewesen sein muss. Erst zu Beginn des 14. Jahrhunderts tauchen weitere Urkundennennungen auf. Ein 2004 vom Heimatforscher Ludwig Hildebrandt gefundenes Stück Rüstholz am Wohnturm wurde vom Landesdenkmalamt geborgen und seine Schlagzeit auf den Winter 1334/1335 datiert, was ein Hinweis auf die Erbauungszeit des Wohnturms sein kann. Hildebrandt nimmt an, dass in jener Zeit die Burg auf Befehl der Pfalzgrafen neu errichtet wurde, die dann Burg Dauchstein mit einem Ministerialengeschlecht besetzten, welches sich fortan von Bynheim nannte und 1343/44 mit Heinrich von Bynheim urkundlich auftaucht.
1359 verkauft Johann von Binheim mit seiner Frau Ysengret von Helmstatt einige kleinere Wiesen und Äcker in Zuzenhausen an Gerung von Helmstatt. Nachdem die Herren von Binheim offenbar Ende des 14. Jahrhunderts im Mannesstamm erloschen, ging die Burg an die Herren von Helmstatt (Asbacher Ast) über. 1398–1421 erscheint Ysengrets Bruder, Swicker der Ältere von Helmstatt, als Burgherr. 1423–1426 dann sein Sohn Swicker der Jüngere und 1423–1448 dessen Bruder Hans. In diese Zeit fällt auch der Bau des heute nur noch in Resten erkennbaren Palas. Hans von Helmstatt und seine Frau Margarete von Angelach verkauften Burg Dauchstein und den Ort Binau 1448 schließlich an Dieter von Bödigheim.
In der zweiten Hälfte des 16. Jahrhunderts heirateten die beiden Töchter des Georg von Bödigheim, Margarete und Felicitas, die Brüder Hans Dieter III. und Hans Hans VI. Landschad von Steinach. Um diese Zeit wurde das Schloss in Binau erbaut, in dem der Ortsadel künftig residierte. 1605 schreibt Hans Ulrich Landschad über den Vater der beiden mit den Bödigheim-Schwestern vermählten Steinachern, Christoph II., in einer Chronik: „Seine zween Söhne haben zwei Schwestern von Bodickheim zur ehe gehabt, damit sie daz herrlich gut Binau bekommen“. Hildebrandt nimmt an, dass die Landschad von Steinach es waren, die das Schloss in Binau erbauten, und nicht wie trotz offenbar fehlender Urkunden bislang angenommen die von Bödigheim.
Da die Burg Dauchstein nach dem Bau des Schlosses nicht mehr als Wohnsitz benutzt wurde, war sie dem allmählichen Verfall preisgegeben. Am 2. Mai 1629 wurden dann Burg Dauchstein und Binau an die Herren von Hunoltstein verkauft. Um 1676 wird von einem Gefängnis im Untergeschoss des Wohnturms berichtet und von einem wohl neu errichteten Wächterbau. Dieser soll aber erst nach dem Zerfall des Palas errichtet worden sein. 1706 ging der Besitz an Johann von Violäth und zwischen 1714 und 1763 erscheinen die Freiherren von Adelsheim als Besitzer. 1767 erscheinen Graf Andreas von Riaucour und 1771 sein Schwiegersohn Carl Theodor von Schall-Riaucour als Burgherren. Die Burg befand sich dann bis Ende des 19. Jahrhunderts im Besitz der Gräfin von Waldkirch. Zu dem Besitz gehörte auch das Schloss in Binau und einige Ländereien. Der damalige Hofrat Heinrich Propfe kaufte 1869 von der Gräfin Waldkirch deren gesamten Besitz. Am 2. Juni 1999 wurde die Burg von Familie Propfe an eine private "Burgensammlerin" verkauft.

## Heutige Nutzung
Die neuen Besitzer sorgten für die Sicherung der Anlage, machten den Wohnturm wieder bewohnbar und legten den zugeschütteten Keller wieder frei.
Anfang 1960 wurden durch das Landesdenkmalamt Auflagen zur Sicherung der Burg erteilt. Unter Leitung eines Baumeisters Ringel, der sich gut mit Trockenmauerwerk auskannte, wurde unter Mitwirkung vor allem von Heidelberger Studenten der Turm und das Gelände darum gesichert. Im Inneren wurden die Räume auf den jeweiligen Stockwerken ausgebaut und mit Strom und Wasseranschluss versehen.
In Abstimmung mit dem Denkmalamt wurde ein hölzernes Dachgeschoss als Abschluss des Wehrturmes errichtet. Durch die Gemeinde Binau wurde ein neuer Zugang zur Burg gebaut. Bei Ausgrabungen wurde eine Reihe von geschichtlich wertvollen Gegenständen in dem sog. Verlies im Inneren des Wehrturms ausgegraben. Die dort gefundenen Gegenstände befinden sich in Landesbesitz.

## Anlage
Von der Burganlage ist heute im Wesentlichen nur noch der Wohnturm vorhanden. Die weiteren Bauwerke (Palas und die 1,7 Meter dicke Schildmauer) sind Ruinen und nur noch in Resten erkennbar. Der ehemalige Palas ist nach Abbruch eines Teils der Felsplatte zum größten Teil verschwunden. Der Wohnturm, vielfach fälschlicherweise als Bergfried beschrieben, ist 20 Meter hoch und umfasst eine Fläche von 6 × 6 Metern. Zudem weist der Turm zwei Besonderheiten auf: Sein Abtritt war nicht wie üblich freiliegend, sondern innenliegend mit einer Abflussröhre nach außen. Auch sind die Stockwerke des Wohnturms nicht mit Holztreppen oder Leitern verbunden, sondern mit sehr engen und niedrigen Treppengängen in der Außenmauer.
Anfang des 20. Jahrhunderts wurde der Turm renoviert und mit einer zusätzlichen Etage versehen. Vom obersten Stockwerk des Wohnturms gibt es eine Aussicht auf den Neckar und das Kernkraftwerk Obrigheim auf der anderen Neckarseite.
Der Hang, auf dem die Burg liegt, scheint früher terrassenartig bewirtschaftet worden zu sein. Auf alten Ansichten um 1900 ist die Burg noch weithin sichtbar. Heute dagegen ist der Hang von Waldbäumen bewachsen, so dass die Burg nur noch aus bestimmten Blickwinkeln vom Neckartal aus auszumachen ist. Auf dem Burggelände befinden sich zwei Wasserquellen.